# Jurij Kerman
Jurij Serhijowycz Kerman, ukr. Юрій Сергійович Керман, ros. Юрий Сергеевич Керман, Jurij Siergiejewicz Kierman (ur. 2 sierpnia 1955) – ukraiński piłkarz, grający na pozycji obrońcy lub pomocnika, trener piłkarski.

## Kariera piłkarska

### Kariera klubowa
Wychowanek Szachtara Donieck. Pierwszy trener A.Szejko. W 1975 rozpoczął karierę piłkarską w drużynie Lokomotiw Kaługa. W 1978 bronił barw Dinama Stawropol. W 1979 został piłkarzem Nowatora Żdanow. W 1986 przeszedł do Tawrii Symferopol, ale w następnym roku powrócił do Nowatora Żdanow, w którym zakończył karierę piłkarza w roku 1988. Potem w latach 1992-1994 jako grający trener występował  w składzie Azowca Mariupol.

## Kariera trenerska
Po zakończeniu kariery piłkarskiej rozpoczął pracę szkoleniowca. W sierpniu 1989 stał na czele Nowatora Mariupol, którym kierował do końca 1994 (w 1992 zmienił nazwę na Azoweć Mariupol). 17 czerwca 1995 dołączył do sztabu szkoleniowego Tawrii Symferopol, w którym najpierw pomagał trenować, a na początku 1996 został mianowany na stanowisko głównego trenera klubu. Po zakończeniu sezonu 1995/96 opuścił krymski klub. Latem 2000 ponownie został zaproszony do mariupolskiego klubu, który już nazywał się Illicziweć Mariupol. Najpierw do kwietnia 2007 prowadził drugą drużynę klubu, a od 16 maja do czerwca 2007 pełnił obowiązki głównego trenera w pierwszej drużynie. Potem do czerwca 2012 kontynuował pracę z drugą drużyną Illicziwca.

## Sukcesy i odznaczenia

### Sukcesy piłkarskie i trenerskie
Nowator Mariupol
- mistrz Ukraińskiej SRR wśród drużyn amatorskich: 1991